# Amar Rahmanović
Amar Rahmanović (ur. 13 maja 1994 w Sindelfingen) – bośniacki piłkarz urodzony w Niemczech, występujący na pozycji ofensywnego pomocnika, w rosyjskim klubie KS Samara.

## Sukcesy

### FC Koper
- Puchar Słowenii: (2014/2015)

### NK Maribor
- Mistrz Słowenii: (2016/2017)

### FK Sarajewo
- Mistrz Bośni i Hercegowiny: (2018/2019)
- Puchar Bośni i Hercegowiny: (2018/2019)
- Mistrz Bośni i Hercegowiny: (2019/2020)[4]